# Zander-Antennenwels
Der Zander-Antennenwels (Pinirampus pirinampu), engl. Flatwhiskered Catfish, gehört zu den Welsarten des tropischen Südamerika. Er wird in Brasilien Barbado und in spanischsprachigen Ländern Bagre, Barba-Chata oder Mota genannt.

## Vorkommen
Der Zander-Antennenwels  lebt in großen Flüssen wie dem Amazonas in Peru und Brasilien, dem Orinoco in Kolumbien und Venezuela, dem Essequibo in Guayana bis weiter südlich im Rio Paraná in Brasilien, Paraguay und Argentinien.

## Morphologie
Der Wels zeichnet sich durch seine langen antennenartigen Barteln aus, der Körper ist meist silbrig-grau oder braun gefärbt und kann leicht dunkle Flecken aufweisen. Die Flossen sind häufig rot gesäumt.

## Lebensweise
Pinirampus pirinampu kann bei idealen Lebensbedingungen eine Länge von 75 Zentimetern bei einem Gewicht bis 5 Kilogramm erreichen und gehört damit zu den mittelgroßen Welsarten Südamerikas. In Ausnahmefällen kann er auch eine Länge von 1,20 Metern erreichen.
Verbürgt ist ein Exemplar von 11,40 Kilogramm Gewicht, welches im Jahr 2007 im Río Paraguay gefangen wurde.
Die Geschlechtsreife ist bei einer Länge von ca. 60 Zentimetern erreicht. Der Barbado tritt in kleinen Schulen auf und sucht in Bodennähe nach Kleintieren und Fischen. Obwohl ihr Beutespektrum relativ groß ist, bevorzugen sie dabei kleinere Antennenwelse wie Iheringichthys labrosus und Piranhas, die dasselbe Habitat bewohnen. Zu ihren natürlichen Feinden gehört beispielsweise der Zungarowels.
Zander-Antennenwelse  kommen in Gewässern mit Wassertemperaturen von 24 bis 29 °C und einem pH-Wert von 5 bis 9 vor. Sie sind Wanderfische und ziehen in Schwärmen während der Trockenzeit im Hauptstrom der Flüsse in Richtung Oberlauf, wo sie mit Beginn der Regenzeit ablaichen. Die geschlüpften Jungfische lassen sich dann mit der Strömung wieder flussabwärts tragen und besiedeln Überschwemmungsauen, wo sie sich in Wasserpflanzen vor Räubern verstecken.
In einem Stausee des Flusses Paranapanema in Südbrasilien zeigte sich, dass die Welse je nach Wasserklarsichtigkeit, Temperatur und gelöstem Sauerstoffgehalt im Jahresverlauf bestimmte Gewässerabschnitte aufsuchen.

## Nutzen
In den brasilianischen Bundesstaaten Amazonas, Mato Grosso, Mato Grosso do Sul, Paraná und Roraima spielen Zander-Antennenwelse als Nutzfische mit sehr wohlschmeckendem Fleisch eine große Rolle. Um einer Überfischung vorzubeugen, wurde das Mindestmaß auf 60 Zentimeter festgelegt. Im Flusssystem des Rio Paraná wie z. B. dem Jupiá-Stausee und dem Água-Vermelha-Stausee werden die Welse mit Langleinen und Wurfnetzen gefangen. Angler schätzen die Welsart wegen ihrer ausdauernden Kraft.